# Saltos ornamentais no Campeonato Mundial de Esportes Aquáticos de 2009
Os eventos dos saltos ornamentais no Campeonato Mundial de Esportes Aquáticos de 2009 ocorreram entre 17 e 25 de julho no Foro Italico.

## Calendário
| Julho/Agosto       | 17 | 18 | 19 | 20 | 21 | 22 | 23 | 24 | 25 | 26 | 27 | 28 | 29 | 30 | 31 | 1 | 2 | T  |
| ------------------ | -- | -- | -- | -- | -- | -- | -- | -- | -- | -- | -- | -- | -- | -- | -- | - | - | -- |
| Saltos ornamentais | 1  | 2  | 2  |    | 2  |    | 1  | 1  | 1  |    |    |    |    |    |    |   |   | 10 |

## Eventos
| Prova                                 | Eliminatória | Semi-final | Final    |
| ------------------------------------- | ------------ | ---------- | -------- |
| Trampolim 1m individual masculino     | 17/julho     | -          | 17/julho |
| Trampolim 1m individual feminino      | 19/julho     | -          | 19/julho |
| Trampolim 3m individual masculino     | 22/julho     | 22/julho   | 23/julho |
| Trampolim 3m individual feminino      | 20/julho     | 20/julho   | 21/julho |
| Trampolim 3m sincronizado masculino   | 18/julho     | -          | 18/julho |
| Trampolim 3m sincronizado feminino    | 23/julho     | -          | 24/julho |
| Plataforma 10m individual masculino   | 20/julho     | 21/julho   | 21/julho |
| Plataforma 10m individual feminino    | 17/julho     | 18/julho   | 18/julho |
| Plataforma 10m sincronizado masculino | 24/julho     | -          | 25/julho |
| Plataforma 10m sincronizado feminino  | 19/julho     | -          | 19/julho |

## Quadro de medalhas
| Ordem | País           |    |    |    |    |
| 1     | China          | 6  | 4  | 3  | 13 |
| 2     | Rússia         | 1  |    | 1  | 2  |
| 3     | México         | 1  |    |    | 1  |
| 3     | Grã-Bretanha   | 1  |    |    | 1  |
| 5     | Estados Unidos |    | 3  |    | 3  |
| 6     | Canadá         |    | 1  | 2  | 3  |
| 7     | Itália         |    | 1  | 1  | 2  |
| 8     | Austrália      |    |    | 1  | 1  |
| 8     | Malásia        |    |    | 1  | 1  |
| TOTAL | TOTAL          | 10 | 10 | 10 | 30 |

## Medalhistas
Masculino
| Evento                               | Ouro                          | Prata                                            | Bronze                                      |
| Trampolim 1m individual detalhes     | CHN Qin Kai                   | CHN Zhang Xinhua                                 | AUS Matthew Mitcham                         |
| Trampolim 3m individual detalhes     | CHN He Chong                  | USA Troy Dumais                                  | CAN Alexandre Despatie                      |
| Trampolim 3m sincronizado detalhes   | CHN China Qin Kai • Wang Feng | USA Estados Unidos Troy Dumais • Kristian Ipsen  | CAN Canadá Alexandre Despatie • Reuben Ross |
| Plataforma 10m individual detalhes   | GBR Tom Daley                 | CHN Qiu Bo                                       | CHN Zhou Luxin                              |
| Plataforma 10m sincronizado detalhes | CHN China Huo Liang • Lin Yue | USA Estados Unidos David Boudia • Thomas Finchum | CUB Cuba José Guerra • Jeinkler Aguirre     |

Feminino
| Evento                               | Ouro                               | Prata                                                    | Bronze                                              |
| Trampolim 1m individual detalhes     | RUS Julia Pakhalina                | CHN Wu Minxia                                            | CHN Wang Han                                        |
| Trampolim 3m individual detalhes     | CHN Guo Jingjing                   | CAN Emilie Heymans                                       | ITA Tania Cagnotto                                  |
| Trampolim 3m sincronizado detalhes   | CHN China Guo Jingjing • Wu Minxia | ITA Itália Tania Cagnotto • Francesca Dallape            | RUS Rússia Yuliya Pakhalina • Anastasia Pozdniakova |
| Plataforma 10m individual detalhes   | MEX Paola Espinosa                 | CHN Chen Ruolin                                          | CHN Kang Li                                         |
| Plataforma 10m sincronizado detalhes | CHN China Chen Ruolin • Wang Xin   | USA Estados Unidos Haley Ishimatsu • Mary Beth Dunnichay | MAS Malásia Pandelela Rinong Pamg • Mun Yee Leong   |